# Szakasz (harcászat)

A NATO térképészeti jelzése a baráti (kék színű) gyalogsági szakasz jelölésére

A szakasz egy katonai harcászati alapegység. A leggyakrabban egy század, üteg állományába tartozik, de léteznek önálló szakaszok is, melyek egységek, magasabb egységek, vezető szervek, intézmények és más alakulatok állományába tartozhatnak. Eszközállománya lehet akár kizárólag löveg, vagy páncélozott harcjármű, harckocsi is. Általánosságban elmondható, hogy ez a legkisebb katonai alegység, amelyet hivatásos tiszt vezet.

## Szervezés

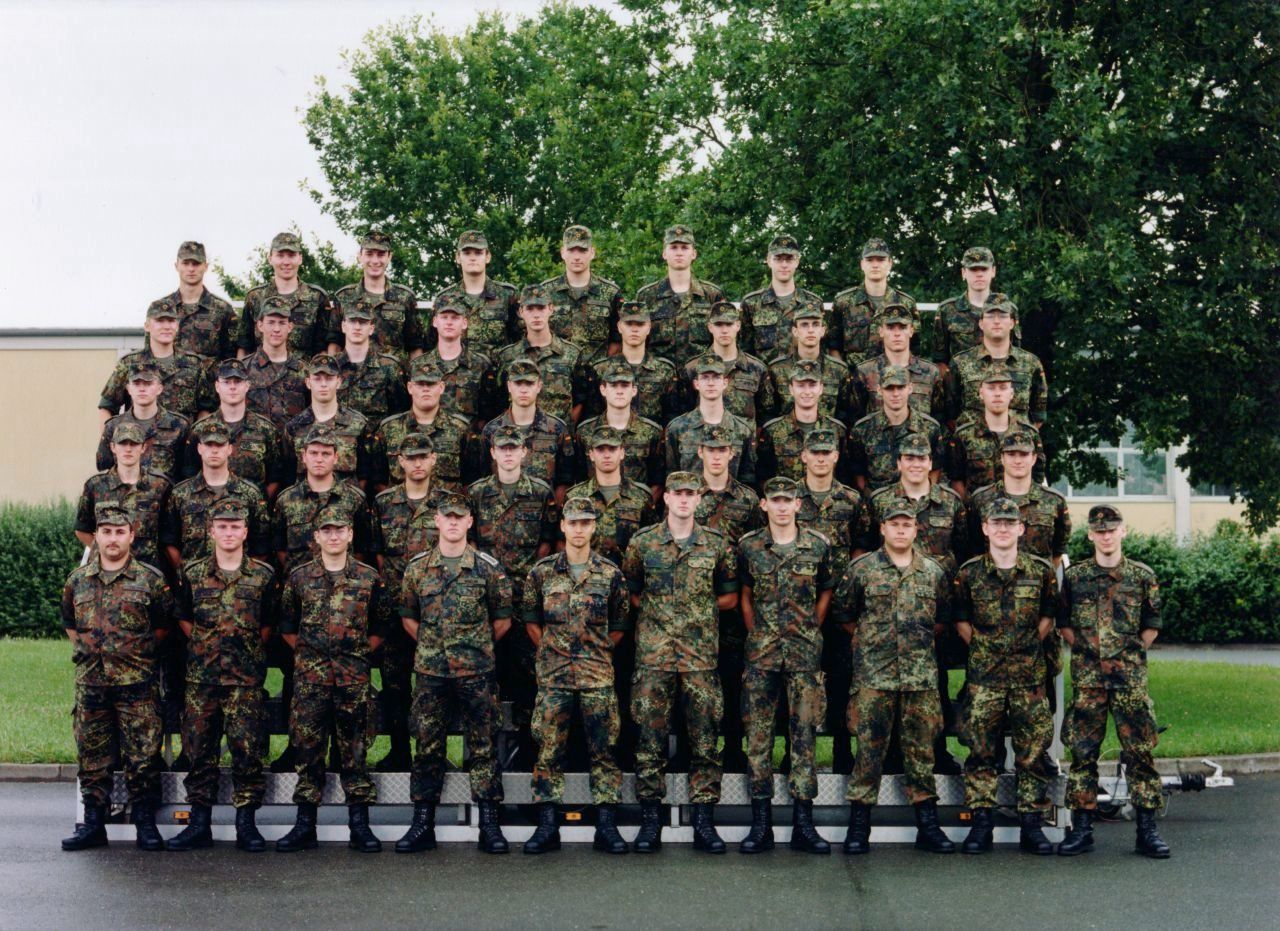
Egy német szakasz Bundeswehr

A szakasz 2-5 rajból, körülbelül 30-50 katonából áll. Tipikusan 3-5 szakasz alkot egy századot. A szakasz vezetője, a szakaszparancsnok általában hivatásos tiszt; leggyakrabban hadnagyi rendfokozatban.
A legtöbb hadseregben a szakasz kifejezést használják minden fegyvernemben. A Francia Hadseregben a szakasz (platoon) kifejezetten egy lovassági alegység, a gyalogság a section megnevezést használja, de a két megnevezés (platoon és section) ebben az esetben egyenértékűek.

### Ausztrál minta
Az Ausztrál Hadseregben a szakasz (platoon) parancsnoka hadnagy (Lieutenant), helyettese őrmester (Sergeant). A szakasz 3 rajra (section), rajonként 9 katonára és egy rádiósra bontható, így 30 emberből áll.

### Brit minta
A Brit Hadseregben a szakasz (platoon) parancsnoka hadnagy (Second Lieutenant vagy Lieutenant), helyettese őrmester (Sergeant).
Egy gyalogsági szakasz három rajból (section) áll, rajonként 8 főből. Továbbá egy rádiós, egy könnyű aknavetős, a szakaszparancsnok és a helyettese tartozik egy szakaszba. Ezt azt jelenti, hogy a szakasz 28 emberből áll. Mindegyik rajt egy tizedes vagy egy őrvezető vezeti. Kisebb vagy speciális szakaszok (például harckocsi-elhárító) esetén egy főhadnagy (Lieutenant) vagy egy százados (Captain) a szakaszparancsnok.

### Szingapúri minta
A Szingapúri hadseregben a szakaszt hadnagy vezeti. 
Egy tipikus gyalogsági szakasz 3 rajból, rajonként 7 lövészből és egy gépfegyveresből áll, ehhez jön még egy őrmester és egy szanitéc, vagy egy orvos. Így az egységet 26-an alkotják.

### Amerikai minta
Az Amerikai Hadseregben a szakasz parancsnoka általában hadnagy (Second Lieutenant) vagy főhadnagy (First Lieutenant), helyettese általában főtörzsőrmester (Sergeant First Class). Harckocsizóknál a szakasz 4 harckocsiból áll, gyalogos alegységeknél 4 rajban (squad), rajonként 9 katonával.
A Tengerészgyalogságnál a szakasz parancsnoka általában hadnagy (Second Lieutenant), vagy főhadnagy (First Lieutenant). Gyalogság esetén 3 rajban, rajonként 13 katonával.

### Magyar minta
A Magyar Honvédségben 3 raj alkotja a lövész szakaszt, 1 rajban megtalálható 2 géppuskás, 2 lövész, rajparancsnok és helyettese, valamint a harcjárművezető és a harcjárműirányzó, azaz 1 raj 8 embert számlál. A szakasztörzsben van a parancsnokon felül a helyettese (főtörzsőrmester), egy rádiós, egy harcjárművezető és egy irányzó, azaz 6 ember. A szakasz létszáma 29-30 fő. A lövészszázadok állományába tartozik egy tűztámogató szakasz, melynek 4 jól elkülöníthető része van: 5 raj és egy részleg. Van egy tűztámogató részleg, melynek a parancsnoka a szakaszparancsnok (tüzér hadnagy), 2 aknavetőraj, 2 páncéltörőrakéta-raj és egy mesterlövész raj, emellett hozzá tartozik két lőszerszállító tehergépkocsi, így összesen 42 főből áll. A szakasz parancsnoka hadnagy vagy főhadnagy.
A szakaszok jelölése sorszámozással történik, a tűztámogató szakaszt nem számozzák, mert abból csak 1 van századonként (például: „.1. század, 1. szakasz”).

## Fordítás
- Ez a szócikk részben vagy egészben  a   Platoon című angol Wikipédia-szócikk fordításán alapul.  Az eredeti cikk szerkesztőit annak laptörténete sorolja fel. Ez a jelzés csupán a megfogalmazás eredetét és a szerzői jogokat jelzi, nem szolgál a cikkben szereplő információk forrásmegjelöléseként.

## Külső hivatkozások
- US Army Table of Organization